# Google Gears
Google Gears és un programari en fase beta ofert per Google per a permetre accés fora de línia a serveis que normalment només funcionen en línia. Instal·la un motor de base de dades, basat en SQLite al sistema client per a guardar en caché dades d'usuari. Les pàgines que funcionen amb Google Gears fan servir dades de la seva memòria caché en comptes del servei online. Fent servir Google Gears, una aplicació web pot sincronitzar periòdicament dades en la caché local amb el servei online. Si no hi ha connexió a xarxa disponible, la sincronització és posposada fins que s'estableix una connexió de xarxa. D'aquesta manera Google Gears permet a les aplicacions web funcionar encara que l'accés al servei de xarxa no sigui present.

## Visió general
Google Gears instal·la una extensió per al navegador que afegeix una API JavaScript que permet a scripts del navegador accedir a dades locals. L'extensió requereix Firefox o Internet Explorer i funciona a Windows, Mac OS X i Linux.
Actualment existeix una versió per a Safari disponible per a desenvolupadors. Actualment Google Reader és l'única aplicació suportada. La transició del mode online al mode offline i vice-versa s'ha de fer manualment a Google Reader a causa de les diferències en les dades transmeses. Altres aplicacions com ara Remember the Milk, passen del mode online al mode offline i vice-versa de forma automàtica.

## Creació
Un antic empleat de Google, Danny Thorpe (actualment empleat de Microsoft) va crear l'API de Google Gears. Bret Taylor, cap del grup de producte de desenvolupador de Google, va dir que l'enginyer volia ser capaç d'accedir a Google Reader mentre anava al treball en l'autobús de la companyia, que sovint tenia un accés a Internet problemàtic. 

## Llicència
Google Gears està sent alliberat com a codi obert sota la llicència BSD.

## Components
Existeixen tres components principals a l'API de Google Gears
- Un servidor local que llegeix i escriu recursos de l'aplicació (HTML, JavaScript, imatges, etc.).[3]
- Una base de dades (SQLite) que guarda les dades offline.[4]
- Un pool de threads de treball  que sincronitza les dades en segon pla.[5]

## Suport
Fent servir un script Greasemonkey creat per un dels enginyers de Google Gears, Google Gears pot ser activat a llocs on no està suportat d'altre forma.